# Mistrzostwa śródziemnomorskie
Mistrzostwa Śródziemnomorskie to turnieje uzupełniające w stosunku do Igrzysk śródziemnomorskich i oparte na podobnych zasadach.

## Dyscypliny
- Zapasy

10 sierpnia 2008 roku podczas Igrzysk w Pekinie powstał Śródziemnomorski Komitet do spraw zapasów MCAWS (Mediterranean Committee of Associated Wrestling Style), który swoją oficjalną działalność rozpoczął w 2009. Postanowiono organizować coroczne zawody mistrzowskie w tym sporcie.
Turnieje w zapasach organizowane są od 2010 roku.
- I Mistrzostwa Śródziemnomorskie w Zapasach 2010 • Stambuł
- II Mistrzostwa Śródziemnomorskie w Zapasach 2011 • Budva
- III Mistrzostwa Śródziemnomorskie w Zapasach 2012 • Larissa
- – Aleksandria 2013  – nie rozegrano
- IV Mistrzostwa Śródziemnomorskie w Zapasach 2014 • Kanjiža
- V Mistrzostwa Śródziemnomorskie w Zapasach 2015 • Madryt
- VI Mistrzostwa Śródziemnomorskie w Zapasach 2016 • Madryt
- VII Mistrzostwa Śródziemnomorskie w Zapasach 2018 • Algier